# Esaias Stiefel
Esaias Stiefel, auch Esajas Stiefel, (~ 18. März 1561 in Langensalza; † 12. August 1627 in Erfurt) war ein theologischer Schwärmer, der auch Anhänger um sich sammelte.

## Leben
Der Sohn eines Tuchmachers wurde Kaufmann und handelte in Langensalza mit Fischen. Nach einiger Zeit übernahm er in der Stadt einen Weinausschank, den er 1603 aufgab. Er widmete sich schon bald dem Studium der Schriften von Thomas Müntzer und der Täufer, ging nicht mehr zum Gottesdienst und behauptete im April 1605 bei der Befragung durch den Superintendenten Melchior Tilesius, er sei Jesus Christus. Daraufhin wurde er auf Anordnung des Konsistoriums in Leipzig am 9. August 1605 verhaftet, fand aber nach seiner Freilassung Anhänger der von ihm verbreiteten Lehre, darunter nach Stiefels Aussage auch Caspar von Rüxleben.
Jakob Böhme äußerte sich mehrfach in seinen Publikationen gegen die Vollkommenheitslehre Stiefels.